# 固安县
固安县位于中华人民共和国河北省中部，是廊坊市下辖的一个县，东与永清县相连，西与保定涿州市、高碑店市相邻，南与霸州市、雄安新区接壤，北与北京市隔永定河相望。距北京天安门50公里，距北京大兴国际机场8公里。縣人民政府駐新中街188號。

## 历史沿革
西汉置方城县，隋开皇九年（589年）改置固安县。元中统四年（1263年）升为固安州。明洪武元年（1368年）复降为固安县。1958年并入霸县，1962年复置。

## 气候
属暖温带大陆性季风气候，年均温11.4℃，年降水量561毫米。

## 行政区划
固安县下辖5个镇、4个乡：
固安镇、宫村镇、柳泉镇、牛驼镇、马庄镇、东湾镇、渠沟镇、彭村乡、礼让店乡和固安温泉休闲商务产业园区。

## 人口
根據第七次人口普查數據，截至2020年11月1日零時，固安縣常住人口为576344人，与第六次全国人口普查相比增加157655人，增长 37.65%，年平均增长率为 3.25%。男性294447人，占 51.09%；女性281897人，占 48.91%。总人口性别比（以女性为 100， 男性对女性的比例）为 104.45。0-14 岁人口为127343人，占 22.09%；15-59 岁人口为353859人，占61.40%；60岁及以上人口为95142人，占16.51%。

## 交通
- 106国道过境。
- 大广高速过境。
- 首都环线高速过境。
- 京雄城际铁路过境（设车站固安东站）。
- 京九鐵路过境（设车站固安站）。

## 文化遗产
- 边关地道遗址：全国重点文物保护单位，在固安境内有分布，但未发掘开放。
- 王龙村陀罗尼经幢：河北省文物保护单位。
- 屈家营音乐会：中国国家级非物质文化遗产。